# Polytrichum gracilisetum
Polytrichum gracilisetum är en bladmossart som beskrevs av Bescherelle och C. Müller 1900. Polytrichum gracilisetum ingår i släktet björnmossor, och familjen Polytrichaceae. Inga underarter finns listade i Catalogue of Life.